# Петро Кишка
Петро Кишка (лит. Petras Kiška; ? –1534) — державний і військовий діяч Великого князівства Литовського з роду Кишок, дорогичинський староста, в 1521–1532 роках — полоцький воєвода, з 1532 року — троцький каштелян і староста жемайтійський.

## Біографія
Походить з підляського боярського магнатського роду. Батько — Станіслав Петрович Кишка — великий гетьман литовський, мати— Софія Монтигерд.
Був одним з найбагатших магнатів Литви. Після «інтервенції» короля Сигізмунда І Старого у 1522 році переказав своїй сестрі Ганні маєтність Олика.
У 1522 і 1526 роках очолював посольства до Росії з метою підписання перемир'я.

### Сім'я
Дружина — Олена, дочка надвірного маршалка Юрія Іллініча. Сини:
- Станіслав (пом. 1 грудня 1554), був похований в костелі на Віленському замку[13]
- Петро (1519–1550) — маршалок земський волинський (1548), володимирський староста[13]
- Микола (пом. 1587) — воєвода підляський.[14].